# Rusałka (film 1997)
Rusałka (ros. Русалка) – rosyjski krótkometrażowy film animowany z 1997 roku w reżyserii Aleksandra Pietrowa.

## Nagrody
- 1998: Nominacja do Oskara dla najlepszego krótkometrażowego filmu animowanego (Los Angeles, USA)
- 1997: Nominacja do Złotego Niedźwiedzia w kategorii Najlepszy krótkometrażowy film animowany (Berlin, Niemcy)